# Тур ATP 1993
Тур ATP 1993 — елітний світовий тур тенісистів професіоналів, що проводиться Асоціацією тенісистів професіоналів (ATP) з січня до грудня 1993 року. Тур включав чотири турніри Великого шлему (організовані ITF), Фінал ATP, ATP Super 9, ATP International Series Gold, ATP International Series, ATP World Team Cup, Кубок Девіса та Кубок Великого шлему (організовані ITF).

## Розклад турнірів
Легенда
| Турнір Великого Шолому       |
| ATP Tour World Championships |
| ATP Super 9                  |
| ATP Championship Series      |
| ATP World Series             |
| Командні змагання            |

### Січень
| Тиждень           | Турнір | Чемпіони                                     | Фіналісти                      | Півфіналісти                   | Чвертьфіналісти                                               |
| ----------------- | --- | -------------------------------------------- | ------------------------------ | ------------------------------ | ------------------------------------------------------------- |
| 4 січня           | Hopman Cup Перт, Австралія ITF Mixed Team Championships Тверде (i) – 8 teams (RR)                                                                          | Німеччина 2–1                                | Іспанія                        | Франція Чехія                  | Україна США Швейцарія Австралія                               |
| 4 січня           | Australian Men's Hardcourt Championships Аделаїда, Австралія ATP World Series Тверде – $157,500 – 32S/16D Одиночний розряд – Парний розряд                 | Ніклас Культі 3–6, 7–5, 6–4                  | Крістіан Берґстрем             | Джонатан Старк Річард Фромберг | Алекс О'Браєн Олександр Волков Седрік Пйолін Джон Фіцджеральд |
| 4 січня           | Australian Men's Hardcourt Championships Аделаїда, Австралія ATP World Series Тверде – $157,500 – 32S/16D Одиночний розряд – Парний розряд                 | Тодд Вудбрідж Марк Вудфорд 6–4, 7–5          | Джон Фіцджеральд Лорі Вордер   | Джонатан Старк Річард Фромберг | Алекс О'Браєн Олександр Волков Седрік Пйолін Джон Фіцджеральд |
| 4 січня           | Куала-Лумпур, Малайзія ATP World Series Тверде – $275,000 – 32S/16D                                                                                        | Річі Ренеберг 6–3, 6–1                       | Олів'є Делетр                  | Кріс Прідем Паул Гаргейс       | Роналд Ейдженор Фабріс Санторо Давід Пріносіл Ларс Єнссон     |
| 4 січня           | Куала-Лумпур, Малайзія ATP World Series Тверде – $275,000 – 32S/16D                                                                                        | Якко Елтінг Паул Гаргейс 7–5, 6–3            | Генрік Гольм Бент-Уве Педерсен | Кріс Прідем Паул Гаргейс       | Роналд Ейдженор Фабріс Санторо Давід Пріносіл Ларс Єнссон     |
| 4 січня           | Qatar ExxonMobil Open Доха, Катар ATP World Series Тверде – $450,000 – 32S/16D Одиночний розряд – Парний розряд                                            | Борис Бекер 7–6(7–4), 4–6, 7–5               | Горан Іванишевич               | Стефан Едберг Андрій Черкасов  | Джанлука Поцці Хав'єр Санчес Маркос Горріс Патрік Кюнен       |
| 4 січня           | Qatar ExxonMobil Open Доха, Катар ATP World Series Тверде – $450,000 – 32S/16D Одиночний розряд – Парний розряд                                            | Борис Бекер Патрік Кюнен 6–2, 6–4            | Шелбі Кеннон Скотт Мелвілл     | Стефан Едберг Андрій Черкасов  | Джанлука Поцці Хав'єр Санчес Маркос Горріс Патрік Кюнен       |
| 11 січня          | Peters NSW Open Сідней, Австралія ATP World Series Тверде – $275,000 – 32S/16D Одиночний розряд – Парний розряд                                            | Піт Сампрас 7–6(9–7), 6–1                    | Томас Мустер                   | Амос Мансдорф Омар Кампорезе   | Ніклас Культі Девід Вітон Вейн Феррейра Юнас Свенссон         |
| 11 січня          | Peters NSW Open Сідней, Австралія ATP World Series Тверде – $275,000 – 32S/16D Одиночний розряд – Парний розряд                                            | Сендон Столл Джейсон Столтенберг 6–3, 6–4    | Люк Єнсен Мерфі Єнсен          | Амос Мансдорф Омар Кампорезе   | Ніклас Культі Девід Вітон Вейн Феррейра Юнас Свенссон         |
| 11 січня          | Benson and Hedges Open Окленд (Нова Зеландія), Нова Зеландія ATP World Series Тверде – $157,500 – 32S/16D Одиночний розряд – Парний розряд                 | Олександр Волков 7–6(7–2), 6–4               | Малівай Вашингтон              | Луїс Маттар Хайме Їсага        | Джеймі Морґан Чак Адамс Келле Евернден Бретт Стівен           |
| 11 січня          | Benson and Hedges Open Окленд (Нова Зеландія), Нова Зеландія ATP World Series Тверде – $157,500 – 32S/16D Одиночний розряд – Парний розряд                 | Грант Коннелл Патрік Гелбрайт 6–3, 7–6       | Алекс Антоніч Олександр Волков | Луїс Маттар Хайме Їсага        | Джеймі Морґан Чак Адамс Келле Евернден Бретт Стівен           |
| 11 січня          | Indonesian Open Джакарта, Індонезія ATP World Series Тверде – $275,000 – 32S/16D                                                                           | Майкл Чанг 2–6, 6–2, 6–1                     | Карл-Уве Штеб                  | Якко Елтінг Паул Гаргейс       | Родольф Жільбер Фабріс Санторо Річі Ренеберг Давід Пріносіл   |
| 11 січня          | Indonesian Open Джакарта, Індонезія ATP World Series Тверде – $275,000 – 32S/16D                                                                           | Дієго Наргісо Гійом Рау 7–6, 6–7, 6–3        | Якко Елтінг Паул Гаргейс       | Якко Елтінг Паул Гаргейс       | Родольф Жільбер Фабріс Санторо Річі Ренеберг Давід Пріносіл   |
| 18 січня 25 січня | Відкритий чемпіонат Австралії з тенісу Мельбурн, Австралія Grand Slam Тверде – $1,942,170 – 128S/64D/32XD Одиночний розряд – Парний розряд – Mixed doubles | Джим Кур'є 6–2, 6–1, 2–6, 7–5                | Стефан Едберг                  | Міхаель Штіх Піт Сампрас       | Петр Корда Гі Форже Бретт Стівен Крістіан Берґстрем           |
| 18 січня 25 січня | Відкритий чемпіонат Австралії з тенісу Мельбурн, Австралія Grand Slam Тверде – $1,942,170 – 128S/64D/32XD Одиночний розряд – Парний розряд – Mixed doubles | Дані Віссер Лорі Вордер 6–4, 3–6, 6–4        | Джон Фіцджеральд Андерс Яррід  | Міхаель Штіх Піт Сампрас       | Петр Корда Гі Форже Бретт Стівен Крістіан Берґстрем           |
| 18 січня 25 січня | Відкритий чемпіонат Австралії з тенісу Мельбурн, Австралія Grand Slam Тверде – $1,942,170 – 128S/64D/32XD Одиночний розряд – Парний розряд – Mixed doubles | Аранча Санчес Вікаріо Тодд Вудбрідж 7–5, 6–4 | Зіна Гаррісон Рік Ліч          | Міхаель Штіх Піт Сампрас       | Петр Корда Гі Форже Бретт Стівен Крістіан Берґстрем           |

### Лютий
| Тиждень   | Турнір | Чемпіони                                 | Фіналісти                       | Півфіналісти                       | Чвертьфіналісти                                                       |
| --------- | --- | ---------------------------------------- | ------------------------------- | ---------------------------------- | --------------------------------------------------------------------- |
| 1 лютого  | Dubai Tennis Championships Дубай, UAE ATP World Series Тверде – $1,000,000 – 32S/16D Одиночний розряд – Парний розряд                   | Карел Новачек 6–4, 7–5                   | Фабріс Санторо                  | Джеремі Бейтс Томас Мустер         | Олександр Волков Карл-Уве Штеб Андрій Черкасов Ктіслав Доседель       |
| 1 лютого  | Dubai Tennis Championships Дубай, UAE ATP World Series Тверде – $1,000,000 – 32S/16D Одиночний розряд – Парний розряд                   | Джон Фіцджеральд Андерс Яррід 6–2, 6–1   | Грант Коннелл Патрік Гелбрайт   | Джеремі Бейтс Томас Мустер         | Олександр Волков Карл-Уве Штеб Андрій Черкасов Ктіслав Доседель       |
| 1 лютого  | Open 13 Марсель, Франція ATP World Series Килим (i) – $500,000 – 32S/16D Одиночний розряд – Парний розряд                               | Марк Россе 6–2, 7–6(7–1)                 | Ян Сімерінк                     | Генрік Гольм Якоб Гласек           | Джанлука Поцці Арно Боеч Родольф Жільбер Серхі Бругера                |
| 1 лютого  | Open 13 Марсель, Франція ATP World Series Килим (i) – $500,000 – 32S/16D Одиночний розряд – Парний розряд                               | Арно Боеч Олів'є Делетр 6–3, 7–6         | Іван Лендл Хрісто ван Ренсбург  | Генрік Гольм Якоб Гласек           | Джанлука Поцці Арно Боеч Родольф Жільбер Серхі Бругера                |
| 1 лютого  | Volvo Tennis San Francisco San Francisco, CA, USA ATP World Series Тверде (i) – $275,000 – 32S/16D Одиночний розряд – Парний розряд     | Андре Агассі 6–2, 6–7(4–7), 6–2          | Бред Гілберт                    | Джефф Таранго Джиммі Коннорс       | Маркос Ондруска Жайме Онсінс Чак Адамс Річі Ренеберг                  |
| 1 лютого  | Volvo Tennis San Francisco San Francisco, CA, USA ATP World Series Тверде (i) – $275,000 – 32S/16D Одиночний розряд – Парний розряд     | Скотт Девіс Якко Елтінг 6–1, 4–6, 7–5    | Патрік Макінрой Джонатан Старк  | Джефф Таранго Джиммі Коннорс       | Маркос Ондруска Жайме Онсінс Чак Адамс Річі Ренеберг                  |
| 8 лютого  | Muratti Time Indoor Мілан, Італія ATP Турнір Series Килим (i) – $675,000 – 32S/16D Одиночний розряд – Парний розряд                     | Борис Бекер 6–3, 6–3                     | Серхі Бругера                   | Петр Корда Веллі Месур             | Омар Кампорезе Магнус Ларссон Арно Боеч Міхаель Штіх                  |
| 8 лютого  | Muratti Time Indoor Мілан, Італія ATP Турнір Series Килим (i) – $675,000 – 32S/16D Одиночний розряд – Парний розряд                     | Марк Кратцманн Веллі Месур 4–6, 6–3, 6–4 | Том Нейссен Цирил Сук           | Петр Корда Веллі Месур             | Омар Кампорезе Магнус Ларссон Арно Боеч Міхаель Штіх                  |
| 8 лютого  | Kroger St. Jude International Мемфіс, TN, USA ATP Турнір Series Тверде (i) – $655,000 – 48S/24D                                         | Джим Кур'є 5–7, 7–6(7–4), 7–6(7–4)       | Тодд Мартін                     | Амос Мансдорф Майкл Чанг           | Джонатан Старк Дейв Ренделл Андре Агассі Андрій Чесноков              |
| 8 лютого  | Kroger St. Jude International Мемфіс, TN, USA ATP Турнір Series Тверде (i) – $655,000 – 48S/24D                                         | Тодд Вудбрідж Марк Вудфорд 6–4, 4–6, 6–3 | Якко Елтінг Паул Гаргейс        | Амос Мансдорф Майкл Чанг           | Джонатан Старк Дейв Ренделл Андре Агассі Андрій Чесноков              |
| 15 лютого | Comcast U.S. Indoor Філадельфія, PA, USA ATP Турнір Series Тверде (i) – $575,000 – 32S/16D Одиночний розряд – Парний розряд             | Марк Вудфорд 5-4 RET                     | Іван Лендл                      | Деррік Ростаньйо Піт Сампрас       | Амос Мансдорф Майкл Чанг Малівай Вашингтон Річі Ренеберг              |
| 15 лютого | Comcast U.S. Indoor Філадельфія, PA, USA ATP Турнір Series Тверде (i) – $575,000 – 32S/16D Одиночний розряд – Парний розряд             | Джим Грабб Річі Ренеберг 6–7, 6–3, 6–0   | Маркос Ондруска Бред Пірс       | Деррік Ростаньйо Піт Сампрас       | Амос Мансдорф Майкл Чанг Малівай Вашингтон Річі Ренеберг              |
| 15 лютого | Eurocard Open Штутгарт, Німеччина ATP Турнір Series Килим (i) – $2,125,000 – 32S/16D Одиночний розряд – Парний розряд                   | Міхаель Штіх 4–6, 7–5 7–6(7–4), 3–6, 7–5 | Ріхард Крайчек                  | Борис Бекер Веллі Месур            | Вейн Феррейра Андрій Медведєв Седрік Пйолін Петр Корда                |
| 15 лютого | Eurocard Open Штутгарт, Німеччина ATP Турнір Series Килим (i) – $2,125,000 – 32S/16D Одиночний розряд – Парний розряд                   | Марк Кратцманн Веллі Месур 6–3, 7–6      | Стів Девріє Девід Макферсон     | Борис Бекер Веллі Месур            | Вейн Феррейра Андрій Медведєв Седрік Пйолін Петр Корда                |
| 22 лютого | ABN AMRO World Tennis Tournament Роттердам, Нідерланди ATP World Series Килим (i) – $575,000 – 32S/16D Одиночний розряд – Парний розряд | Андерс Яррід 6–3, 7–5                    | Карел Новачек                   | Дієго Наргісо Олександр Волков     | Кеннет Карлсен Омар Кампорезе Горан Прпич Горан Іванишевич            |
| 22 лютого | ABN AMRO World Tennis Tournament Роттердам, Нідерланди ATP World Series Килим (i) – $575,000 – 32S/16D Одиночний розряд – Парний розряд | Генрік Гольм Андерс Яррід 6–4, 7–6       | Девід Адамс Андрій Ольховський  | Дієго Наргісо Олександр Волков     | Кеннет Карлсен Омар Кампорезе Горан Прпич Горан Іванишевич            |
| 22 лютого | Purex Tennis Championships Скоттдейл, AZ, USA ATP World Series Тверде – $275,000 – 32S/16D Одиночний розряд – Парний розряд             | Андре Агассі 6–2, 3–6, 6–3               | Маркос Ондруска                 | Андрій Чесноков Марк Вудфорд       | Деррік Ростаньйо Бред Гілберт Малівай Вашингтон Еміліо Санчес Вікаріо |
| 22 лютого | Purex Tennis Championships Скоттдейл, AZ, USA ATP World Series Тверде – $275,000 – 32S/16D Одиночний розряд – Парний розряд             | Марк Кейл Дейв Ренделл 7–5, 6–4          | Люк Єнсен Сендон Столл          | Андрій Чесноков Марк Вудфорд       | Деррік Ростаньйо Бред Гілберт Малівай Вашингтон Еміліо Санчес Вікаріо |
| 22 лютого | Abierto Mexicano Мехіко, Мексика ATP World Series Ґрунт – $275,000 – 32S/16D Одиночний розряд – Парний розряд                           | Томас Мустер 6–2, 6–4                    | Карлос Коста                    | Франсіско Монтана Олівер Фернандес | Джефф Таранго Леонардо Лаваль Альберто Берасатегі Горст Скофф         |
| 22 лютого | Abierto Mexicano Мехіко, Мексика ATP World Series Ґрунт – $275,000 – 32S/16D Одиночний розряд – Парний розряд                           | Леонардо Лаваль Жайме Онсінс 7–6, 6–4    | Орасіо де ла Пенья Хорхе Лосано | Франсіско Монтана Олівер Фернандес | Джефф Таранго Леонардо Лаваль Альберто Берасатегі Горст Скофф         |

### Березень
| Тиждень              | Турнір | Чемпіони | Фіналісти | Півфіналісти                            | Чвертьфіналісти                                             |
| -------------------- | --- | --- | --- | --------------------------------------- | ----------------------------------------------------------- |
| 1 березня            | Copenhagen Open Копенгаген, Данія ATP World Series Килим (i) – $175,000 – 32S/16D Одиночний розряд – Парний розряд | Андрій Ольховський 7–5, 3–6, 6–2 | Ніклас Культі | Бретт Стівен Магнус Ларссон             | Давід Пріносіл Горан Прпич Амос Мансдорф Гійом Рау          |
| 1 березня            | Copenhagen Open Копенгаген, Данія ATP World Series Килим (i) – $175,000 – 32S/16D Одиночний розряд – Парний розряд | Девід Адамс Андрій Ольховський 6–3, 3–6, 6–3                                                                                            | Мартін Дамм Даніель Вацек                                                                                             | Бретт Стівен Магнус Ларссон             | Давід Пріносіл Горан Прпич Амос Мансдорф Гійом Рау          |
| 1 березня            | Newsweek Champions Cup and the Matrix Essentials Evert Cup Індіан-Веллс CA, USA ATP Турнір Series, Single Week Тверде – $1,400,000 – 56S/28D Одиночний розряд – Парний розряд                                                                             | Джим Кур'є 6–3, 6–3, 6–1 | Вейн Феррейра | Майкл Чанг Олександр Волков             | Марк Россе Петр Корда Альберто Манчіні Фабріс Санторо       |
| 1 березня            | Newsweek Champions Cup and the Matrix Essentials Evert Cup Індіан-Веллс CA, USA ATP Турнір Series, Single Week Тверде – $1,400,000 – 56S/28D Одиночний розряд – Парний розряд                                                                             | Гі Форже Анрі Леконт 4–6, 6–2, 7–6 | Люк Єнсен Скотт Мелвілл                                                                                               | Майкл Чанг Олександр Волков             | Марк Россе Петр Корда Альберто Манчіні Фабріс Санторо       |
| 8 березня            | Сарагоса, Іспанія ATP World Series Килим (i) – $175,000 – 32S/16D | Карел Новачек 3–6, 6–2, 6–1 | Юнас Свенссон | Андерс Яррід Маркус Цюкке               | Франсіско Ройг Марк-Кевін Гелльнер Мартін Дамм Арне Томс    |
| 8 березня            | Сарагоса, Іспанія ATP World Series Килим (i) – $175,000 – 32S/16D | Мартін Дамм Карел Новачек 2–6, 6–4, 7–5                                                                                                 | Майк Бауер Давід Рікл                                                                                                 | Андерс Яррід Маркус Цюкке               | Франсіско Ройг Марк-Кевін Гелльнер Мартін Дамм Арне Томс    |
| 8 березня 15 березня | Lipton Championships Кі-Біскейн, FL, USA ATP Турнір Series, Single Week Тверде – $1,400,000 – 96S/48D Одиночний розряд – Парний розряд | Піт Сампрас 6–3, 6–2 | Малівай Вашингтон | Маркос Ондруска Петр Корда              | Марк Вудфорд Патрік Макінрой Стефан Едберг Ріхард Крайчек   |
| 8 березня 15 березня | Lipton Championships Кі-Біскейн, FL, USA ATP Турнір Series, Single Week Тверде – $1,400,000 – 96S/48D Одиночний розряд – Парний розряд | Ріхард Крайчек Ян Сімерінк 6–2, 6–4 | Патрік Макінрой Джонатан Старк                                                                                        | Маркос Ондруска Петр Корда              | Марк Вудфорд Патрік Макінрой Стефан Едберг Ріхард Крайчек   |
| 15 березня           | Grand Prix Hassan II Касабланка, Марокко ATP World Series Ґрунт – $175,000 – 32S/16D Одиночний розряд – Парний розряд | Гільєрмо Перес Рольдан 6–4, 6–3 | Юнес Ель-Айнауї | Гільберт Шаллер Горст Скофф             | Мартін Стршелба Альберто Берасатегі Барт Вейтс Франко Давін |
| 15 березня           | Grand Prix Hassan II Касабланка, Марокко ATP World Series Ґрунт – $175,000 – 32S/16D Одиночний розряд – Парний розряд | Майк Бауер Піт Норвал 7–5, 7–6 | Гірт Дзелде Горан Прпич                                                                                               | Гільберт Шаллер Горст Скофф             | Мартін Стршелба Альберто Берасатегі Барт Вейтс Франко Давін |
| 22 березня           | Davis Cup by NEC: First Round Мельбурн, Австралія - Трава Модена, Італія - Килим (i) Відень, Австрія - Ґрунт (i) Колката, Індія - Трава Барселона, Іспанія - Ґрунт Кальмар (місто), Швеція - Килим (i) Орхус, Данія - Килим (i) Москва, Росія - Килим (i) | Переможці першого раунду Австралія 4–1 · Італія 4–1 · Франція 4–1 · Індія 3-2 · Нідерланди 3–2 · Швеція 5-0 · Чехія 4–1 · Німеччина 4–1 | Переможені у першому раунді Сполучені Штати Америки · Бразилія · Австрія · Швейцарія · Іспанія · Куба · Данія · Росія |                                         |                                                             |
| 29 березня           | Осака, Японія ATP World Series Тверде – $475,000 – 32S/16D | Майкл Чанг 6–4, 6–4 | Амос Мансдорф | Джим Кур'є Стефан Сіміан                | Гійом Рау Джим Грабб Мацуока Сюдзо Грег Руседскі            |
| 29 березня           | Осака, Японія ATP World Series Тверде – $475,000 – 32S/16D | Марк Кейл Хрісто ван Ренсбург 7–6, 6–3                                                                                                  | Гленн Мічібата Девід Пейт                                                                                             | Джим Кур'є Стефан Сіміан                | Гійом Рау Джим Грабб Мацуока Сюдзо Грег Руседскі            |
| 29 березня           | South African Open Дурбан, ПАР ATP World Series Тверде – $275,000 – 32S/16D | Аарон Крікстейн 6–3, 7–6(9–7) | Грант Стеффорд | Вейн Феррейра Олександр Волков          | Єрн Ренценбрінк Роббі Вайсс Алекс Рейчел Ларс Єнссон        |
| 29 березня           | South African Open Дурбан, ПАР ATP World Series Тверде – $275,000 – 32S/16D | Лен Бейл Байрон Блек 7–6, 6–2 | Йохан де Бір Маркос Ондруска                                                                                          | Вейн Феррейра Олександр Волков          | Єрн Ренценбрінк Роббі Вайсс Алекс Рейчел Ларс Єнссон        |
| 29 березня           | Estoril Open Оейраш, Португалія ATP World Series Ґрунт – $500,000 – 32S/16D Одиночний розряд – Парний розряд | Андрій Медведєв 6–4, 6–2 | Карел Новачек | Магнус Густафссон Еміліо Санчес Вікаріо | Юнас Свенссон Магнус Ларссон Серхі Бругера Ренцо Фурлан     |
| 29 березня           | Estoril Open Оейраш, Португалія ATP World Series Ґрунт – $500,000 – 32S/16D Одиночний розряд – Парний розряд | Девід Адамс Андрій Ольховський 6–3, 7–5                                                                                                 | Менно Остінг Удо Ріглевскі                                                                                            | Магнус Густафссон Еміліо Санчес Вікаріо | Юнас Свенссон Магнус Ларссон Серхі Бругера Ренцо Фурлан     |

### Квітень
| Тиждень   | Турнір | Чемпіони                                | Фіналісти                           | Півфіналісти                          | Чвертьфіналісти                                               |
| --------- | --- | --------------------------------------- | ----------------------------------- | ------------------------------------- | ------------------------------------------------------------- |
| 5 квітня  | Torneo Godó Барселона, Іспанія ATP Турнір Series Ґрунт – $750,000 – 56S/28D Одиночний розряд – Парний розряд                                 | Андрій Медведєв 6–7(7–9), 6–3, 7–5, 6–4 | Серхі Бругера                       | Магнус Густафссон Томас Мустер        | Андре Агассі Євген Кафельников Ріхард Крайчек Іван Лендл      |
| 5 квітня  | Torneo Godó Барселона, Іспанія ATP Турнір Series Ґрунт – $750,000 – 56S/28D Одиночний розряд – Парний розряд                                 | Шелбі Кеннон Скотт Мелвілл 6–3, 7–5     | Серхіо Касаль Еміліо Санчес Вікаріо | Магнус Густафссон Томас Мустер        | Андре Агассі Євген Кафельников Ріхард Крайчек Іван Лендл      |
| 5 квітня  | Japan Open Tokyo, Японія ATP Турнір Series Тверде – $915,000 – 56S/28D Одиночний розряд – Парний розряд                                      | Піт Сампрас 6–2, 6–2, 6–2               | Бред Гілберт                        | Генрік Гольм Веллі Месур              | Джонатан Старк Ніл Борвік Тодд Вудбрідж Девід Вітон           |
| 5 квітня  | Japan Open Tokyo, Японія ATP Турнір Series Тверде – $915,000 – 56S/28D Одиночний розряд – Парний розряд                                      | Кен Флек Рік Ліч 6–4, 7–5               | Гленн Мічібата Девід Пейт           | Генрік Гольм Веллі Месур              | Джонатан Старк Ніл Борвік Тодд Вудбрідж Девід Вітон           |
| 12 квітня | Salem Open Hong Kong Гонконг, Гонконг ATP World Series Тверде – $275,000 – 32S/16D                                                           | Піт Сампрас 6–3, 6–7(1–7), 7–6(7–2)     | Джим Кур'є                          | Майкл Чанг Амос Мансдорф              | Патрік Макінрой Кеннет Карлсен Бретт Стівен Девід Вітон       |
| 12 квітня | Salem Open Hong Kong Гонконг, Гонконг ATP World Series Тверде – $275,000 – 32S/16D                                                           | Девід Вітон Тодд Вудбрідж 6–1, 6–3      | Сендон Столл Джейсон Столтенберг    | Майкл Чанг Амос Мансдорф              | Патрік Макінрой Кеннет Карлсен Бретт Стівен Девід Вітон       |
| 12 квітня | Philips Open Ніцца, Франція ATP World Series Ґрунт – $275,000 – 32S/16D                                                                      | Марк-Кевін Гелльнер 1–6, 6–4, 6–2       | Іван Лендл                          | Стефан Едберг Фабріс Санторо          | Хав'єр Санчес Гільєрмо Перес Рольдан Петр Корда Франко Давін  |
| 12 квітня | Philips Open Ніцца, Франція ATP World Series Ґрунт – $275,000 – 32S/16D                                                                      | Девід Макферсон Лорі Вордер 3-4 RET     | Шелбі Кеннон Скотт Мелвілл          | Стефан Едберг Фабріс Санторо          | Хав'єр Санчес Гільєрмо Перес Рольдан Петр Корда Франко Давін  |
| 12 квітня | U.S. Men's Clay Court Championships Шарлотт, NC, US ATP World Series Ґрунт – $275,000 – 32S/16D Одиночний розряд – Парний розряд             | Орасіо де ла Пенья 3–6, 6–3, 6–4        | Хайме Їсага                         | Клаудіо Медзадрі Тодд Мартін          | Якко Елтінг Деррік Ростаньйо Браян Шелтон Мікаель Пернфорс    |
| 12 квітня | U.S. Men's Clay Court Championships Шарлотт, NC, US ATP World Series Ґрунт – $275,000 – 32S/16D Одиночний розряд – Парний розряд             | Рікард Берг Тревор Кронеманн 6–1, 6–2   | Хав'єр Франа Леонардо Лаваль        | Клаудіо Медзадрі Тодд Мартін          | Якко Елтінг Деррік Ростаньйо Браян Шелтон Мікаель Пернфорс    |
| 19 квітня | Сеул, Південна Корея ATP World Series Тверде – $175,000 – 32S/16D                                                                            | Чак Адамс 6–4, 6–4                      | Тодд Вудбрідж                       | Маркус Цюкке Хрісто ван Ренсбург      | Алекс Антоніч Мацуока Сюдзо Міхіл Схаперс Стефан Сіміан       |
| 19 квітня | Сеул, Південна Корея ATP World Series Тверде – $175,000 – 32S/16D                                                                            | Ян Апелль Петер Нюборґ 5–7, 7–6, 6–2    | Ніл Брод Гері Мюллер                | Маркус Цюкке Хрісто ван Ренсбург      | Алекс Антоніч Мацуока Сюдзо Міхіл Схаперс Стефан Сіміан       |
| 19 квітня | Monte Carlo Masters Рокбрюн-Кап-Мартен, Франція ATP Турнір Series, Single Week Ґрунт – $1,400,000 – 56S/28D Одиночний розряд – Парний розряд | Серхі Бругера 7–6(7–2), 6–0             | Седрік Пйолін                       | Стефан Едберг Томас Мустер            | Андрій Медведєв Юнас Свенссон Карлос Коста Алекс Корретха     |
| 19 квітня | Monte Carlo Masters Рокбрюн-Кап-Мартен, Франція ATP Турнір Series, Single Week Ґрунт – $1,400,000 – 56S/28D Одиночний розряд – Парний розряд | Стефан Едберг Петр Корда 6–2, 2–6, 7–5  | Паул Гаргейс Марк Куверманс         | Стефан Едберг Томас Мустер            | Андрій Медведєв Юнас Свенссон Карлос Коста Алекс Корретха     |
| 26 квітня | AT&T Challenge Атланта, GA, US ATP World Series Ґрунт – $275,000 – 32S/16D                                                                   | Якко Елтінг 7–6(7–1), 6–2               | Браян Шелтон                        | Піт Сампрас Джаред Палмер             | Річард Фромберг Роберто Асар Альберто Берасатегі Андрес Гомес |
| 26 квітня | AT&T Challenge Атланта, GA, US ATP World Series Ґрунт – $275,000 – 32S/16D                                                                   | Пол Еннекон Річі Ренеберг 6–4, 7–6      | Тодд Мартін Джаред Палмер           | Піт Сампрас Джаред Палмер             | Річард Фромберг Роберто Асар Альберто Берасатегі Андрес Гомес |
| 26 квітня | BMW Open Мюнхен, Німеччина ATP World Series Ґрунт – $275,000 – 32S/16D Одиночний розряд – Парний розряд                                      | Іван Лендл 7–6(7–2) 6–3                 | Міхаель Штіх                        | Хосе Франсіско Альтур Седрік Пйолін   | Арно Боеч Карел Новачек Ніклас Культі Жерар Сальвз            |
| 26 квітня | BMW Open Мюнхен, Німеччина ATP World Series Ґрунт – $275,000 – 32S/16D Одиночний розряд – Парний розряд                                      | Мартін Дамм Генрік Гольм 6–0, 3–6, 7–5  | Карел Новачек Карл-Уве Штеб         | Хосе Франсіско Альтур Седрік Пйолін   | Арно Боеч Карел Новачек Ніклас Культі Жерар Сальвз            |
| 26 квітня | Trofeo Villa de Madrid Мадрид, Іспанія ATP World Series Ґрунт – $775,000 – 32S/16D                                                           | Стефан Едберг 6–3, 6–3, 6–2             | Серхі Бругера                       | Еміліо Санчес Вікаріо Томас Карбонелл | Алекс Корретха Карлос Коста Хорді Бурільйо Франко Давін       |
| 26 квітня | Trofeo Villa de Madrid Мадрид, Іспанія ATP World Series Ґрунт – $775,000 – 32S/16D                                                           | Томас Карбонелл Карлос Коста 7–6, 6–2   | Люк Єнсен Скотт Мелвілл             | Еміліо Санчес Вікаріо Томас Карбонелл | Алекс Корретха Карлос Коста Хорді Бурільйо Франко Давін       |

### Травень
| Тиждень             | Турнір | Чемпіони                                          | Фіналісти                          | Півфіналісти                         | Чвертьфіналісти                                                        |
| ------------------- | --- | ------------------------------------------------- | ---------------------------------- | ------------------------------------ | ---------------------------------------------------------------------- |
| 3 травня            | Hamburg Masters Гамбург, Німеччина ATP Турнір Series, Single Week Ґрунт – $1,450,000 – 56S/28D Одиночний розряд – Парний розряд                    | Міхаель Штіх 6–3, 6–7(1–7), 7–6(9–7), 6–4         | Андрій Чесноков                    | Еміліо Санчес Вікаріо Бернд Карбахер | Ріхард Крайчек Іван Лендл Орасіо де ла Пенья Магнус Густафссон         |
| 3 травня            | Hamburg Masters Гамбург, Німеччина ATP Турнір Series, Single Week Ґрунт – $1,450,000 – 56S/28D Одиночний розряд – Парний розряд                    | Паул Гаргейс Марк Куверманс 7–6, 6–4              | Грант Коннелл Патрік Гелбрайт      | Еміліо Санчес Вікаріо Бернд Карбахер | Ріхард Крайчек Іван Лендл Орасіо де ла Пенья Магнус Густафссон         |
| 3 травня            | Тампа, FL, USA ATP World Series Ґрунт – $235,000 – 32S/16D                                                                                         | Хайме Їсага 6–4, 6–2                              | Річард Фромберг                    | Патрік Макінрой Браян Шелтон         | Джефф Таранго Тодд Мартін Девід Вітон Веллі Месур                      |
| 3 травня            | Тампа, FL, USA ATP World Series Ґрунт – $235,000 – 32S/16D                                                                                         | Тодд Мартін Деррік Ростаньйо 6–3, 6–4             | Келлі Джонс Джаред Палмер          | Патрік Макінрой Браян Шелтон         | Джефф Таранго Тодд Мартін Девід Вітон Веллі Месур                      |
| 10 травня           | Internazionali d'Italia Rome, Італія ATP Турнір Series, Single Week Ґрунт – $1,500,000 – 64S/32D Одиночний розряд – Парний розряд                  | Джим Кур'є 6–1, 6–2, 6–2                          | Горан Іванишевич                   | Піт Сампрас Майкл Чанг               | Гільєрмо Перес Рольдан Марсело Філіппіні Андрій Чесноков Серхі Бругера |
| 10 травня           | Internazionali d'Italia Rome, Італія ATP Турнір Series, Single Week Ґрунт – $1,500,000 – 64S/32D Одиночний розряд – Парний розряд                  | Якко Елтінг Паул Гаргейс 6–4, 7–6                 | Вейн Феррейра Марк Кратцманн       | Піт Сампрас Майкл Чанг               | Гільєрмо Перес Рольдан Марсело Філіппіні Андрій Чесноков Серхі Бругера |
| 10 травня           | Корал-Спрінгс, FL, USA ATP World Series Ґрунт – $200,000 – 32S/16D                                                                                 | Тодд Мартін 6–3, 6–4                              | Девід Вітон                        | Веллі Месур Аарон Крікстейн          | Патрік Макінрой Браян Шелтон Мікаель Пернфорс Алекс О'Браєн            |
| 10 травня           | Корал-Спрінгс, FL, USA ATP World Series Ґрунт – $200,000 – 32S/16D                                                                                 | Патрік Макінрой Джонатан Старк 6–4, 6–3           | Пол Еннекон Даг Флек               | Веллі Месур Аарон Крікстейн          | Патрік Макінрой Браян Шелтон Мікаель Пернфорс Алекс О'Браєн            |
| 17 травня           | Internazionali Cassa di Risparmio Болонья, Італія ATP World Series Ґрунт – $275,000 – 32S/16D                                                      | Хорді Бурільйо 7–6(7–4), 6–7(7–9), 6–1            | Андрій Черкасов                    | Омар Кампорезе Клаудіо Пістолезі     | Вейн Феррейра Франко Давін Ктіслав Доседель Мацуока Сюдзо              |
| 17 травня           | Internazionali Cassa di Risparmio Болонья, Італія ATP World Series Ґрунт – $275,000 – 32S/16D                                                      | Дані Віссер Лорі Вордер 4–6, 6–4, 6–4             | Люк Єнсен Мерфі Єнсен              | Омар Кампорезе Клаудіо Пістолезі     | Вейн Феррейра Франко Давін Ктіслав Доседель Мацуока Сюдзо              |
| 17 травня           | World Team Cup Дюссельдорф, Німеччина | США 3–0                                           | Німеччина                          |                                      |                                                                        |
| 24 травня 31 травня | Відкритий чемпіонат Франції з тенісу Paris, Франція Grand Slam Ґрунт – $4,162,280 – 128S/64D/48XD Одиночний розряд – Парний розряд – Mixed doubles | Серхі Бругера 6–4, 2–6, 6–2, 3–6, 6–3             | Джим Кур'є                         | Андрій Медведєв Ріхард Крайчек       | Піт Сампрас Стефан Едберг Карел Новачек Горан Прпич                    |
| 24 травня 31 травня | Відкритий чемпіонат Франції з тенісу Paris, Франція Grand Slam Ґрунт – $4,162,280 – 128S/64D/48XD Одиночний розряд – Парний розряд – Mixed doubles | Люк Єнсен Мерфі Єнсен 6–4, 6–7, 6–4               | Марк-Кевін Гелльнер Давід Пріносіл | Андрій Медведєв Ріхард Крайчек       | Піт Сампрас Стефан Едберг Карел Новачек Горан Прпич                    |
| 24 травня 31 травня | Відкритий чемпіонат Франції з тенісу Paris, Франція Grand Slam Ґрунт – $4,162,280 – 128S/64D/48XD Одиночний розряд – Парний розряд – Mixed doubles | Євгенія Манюкова Андрій Ольховський 6–2, 4–6, 6–4 | Елна Рейнах Дані Віссер            | Андрій Медведєв Ріхард Крайчек       | Піт Сампрас Стефан Едберг Карел Новачек Горан Прпич                    |

### Червень
| Тиждень             | Турнір | Чемпіони                                     | Фіналісти                      | Півфіналісти                       | Чвертьфіналісти                                                             |
| ------------------- | --- | -------------------------------------------- | ------------------------------ | ---------------------------------- | --------------------------------------------------------------------------- |
| 7 червня            | Флоренція, Італія ATP World Series Ґрунт – $275,500 – 32S/16D                                                                               | Томас Мустер 6–1, 7–5                        | Хорді Бурільйо                 | Алекс Корретха Роналд Ейдженор     | Філіп Девулф Гільєрмо Перес Рольдан Магнус Густафссон Еміліо Санчес Вікаріо |
| 7 червня            | Флоренція, Італія ATP World Series Ґрунт – $275,500 – 32S/16D                                                                               | Томас Карбонелл Лібор Пімек 7–6, 2–6, 6–1    | Марк Куверманс Грег Ван Ембург | Алекс Корретха Роналд Ейдженор     | Філіп Девулф Гільєрмо Перес Рольдан Магнус Густафссон Еміліо Санчес Вікаріо |
| 7 червня            | Stella Artois Championships London, Great Britain ATP World Series Трава – $600,000 – 56S/28D Одиночний розряд – Парний розряд              | Міхаель Штіх 6–3, 6–4                        | Вейн Феррейра                  | Тодд Мартін Джеймі Морґан          | Марк-Кевін Гелльнер Девід Вітт Борис Бекер Стефан Едберг                    |
| 7 червня            | Stella Artois Championships London, Great Britain ATP World Series Трава – $600,000 – 56S/28D Одиночний розряд – Парний розряд              | Тодд Вудбрідж Марк Вудфорд 6–4, 6–7, 6–3     | Ніл Брод Гері Мюллер           | Тодд Мартін Джеймі Морґан          | Марк-Кевін Гелльнер Девід Вітт Борис Бекер Стефан Едберг                    |
| 7 червня            | Continental Grass Court Championships Росмален, The Нідерланди ATP World Series Трава – $275,000 – 32S/16D Одиночний розряд – Парний розряд | Арно Боеч 3–6, 6–3, 6–3                      | Веллі Месур                    | Олександр Волков Малівай Вашингтон | Джанлука Поцці Генрік Гольм Седрік Пйолін Ріхард Крайчек                    |
| 7 червня            | Continental Grass Court Championships Росмален, The Нідерланди ATP World Series Трава – $275,000 – 32S/16D Одиночний розряд – Парний розряд | Патрік Макінрой Джонатан Старк 7–6, 1–6, 6–4 | Девід Адамс Андрій Ольховський | Олександр Волков Малівай Вашингтон | Джанлука Поцці Генрік Гольм Седрік Пйолін Ріхард Крайчек                    |
| 14 червня           | Garry Weber Open Галле, Німеччина ATP World Series Трава – $350,000 – 32S/16D Одиночний розряд – Парний розряд                              | Анрі Леконт 6–2, 6–3                         | Андрій Медведєв                | Джонатан Старк Петр Корда          | Юнас Свенссон Гендрік Дрекманн Річі Ренеберг Карстен Браш                   |
| 14 червня           | Garry Weber Open Галле, Німеччина ATP World Series Трава – $350,000 – 32S/16D Одиночний розряд – Парний розряд                              | Петр Корда Цирил Сук 7–6, 5–7, 6–3           | Майк Бауер Марк-Кевін Гелльнер | Джонатан Старк Петр Корда          | Юнас Свенссон Гендрік Дрекманн Річі Ренеберг Карстен Браш                   |
| 14 червня           | Генуя, Італія ATP World Series Ґрунт – $275,000 – 32S/16D                                                                                   | Томас Мустер 7–6(7–3), 6–4                   | Магнус Густафссон              | Франсіско Клавет Хав'єр Санчес     | Томас Карбонелл Клаудіо Пістолезі Карлос Коста Роналд Ейдженор              |
| 14 червня           | Генуя, Італія ATP World Series Ґрунт – $275,000 – 32S/16D                                                                                   | Серхіо Касаль Еміліо Санчес Вікаріо 6–3, 7–6 | Марк Куверманс Грег Ван Ембург | Франсіско Клавет Хав'єр Санчес     | Томас Карбонелл Клаудіо Пістолезі Карлос Коста Роналд Ейдженор              |
| 14 червня           | Manchester Open Манчестер, Great Britain ATP World Series Трава – $275,000 – 32S/16D Одиночний розряд – Парний розряд                       | Джейсон Столтенберг 6–1, 6–3                 | Веллі Месур                    | Стефан Сіміан Генрік Гольм         | Якко Елтінг Седрік Пйолін Джеремі Бейтс Гійом Рау                           |
| 14 червня           | Manchester Open Манчестер, Great Britain ATP World Series Трава – $275,000 – 32S/16D Одиночний розряд – Парний розряд                       | Кен Флек Рік Ліч 6–4, 6–1                    | Стефан Крюґер Гленн Мічібата   | Стефан Сіміан Генрік Гольм         | Якко Елтінг Седрік Пйолін Джеремі Бейтс Гійом Рау                           |
| 21 червня 28 червня | Вімблдонський турнір London, Great Britain Grand Slam Трава – $3,592,425 – 128S/64D/64XD Одиночний розряд – Парний розряд – Mixed doubles   | Піт Сампрас 7–6(7–3), 7–6(8–6), 3–6, 6–3     | Джим Кур'є                     | Борис Бекер Стефан Едберг          | Андре Агассі Міхаель Штіх Тодд Мартін Седрік Пйолін                         |
| 21 червня 28 червня | Вімблдонський турнір London, Great Britain Grand Slam Трава – $3,592,425 – 128S/64D/64XD Одиночний розряд – Парний розряд – Mixed doubles   | Тодд Вудбрідж Марк Вудфорд 7–6, 6–3, 7–6     | Грант Коннелл Патрік Гелбрайт  | Борис Бекер Стефан Едберг          | Андре Агассі Міхаель Штіх Тодд Мартін Седрік Пйолін                         |
| 21 червня 28 червня | Вімблдонський турнір London, Great Britain Grand Slam Трава – $3,592,425 – 128S/64D/64XD Одиночний розряд – Парний розряд – Mixed doubles   | Мартіна Навратілова Марк Вудфорд 6–3, 6–4    | Манон Боллеграф Том Нейссен    | Борис Бекер Стефан Едберг          | Андре Агассі Міхаель Штіх Тодд Мартін Седрік Пйолін                         |

### Липень
| Тиждень  | Турнір | Чемпіони                                                                       | Фіналісти                                                        | Півфіналісти                        | Чвертьфіналісти                                             |
| -------- | --- | ------------------------------------------------------------------------------ | ---------------------------------------------------------------- | ----------------------------------- | ----------------------------------------------------------- |
| 5 липня  | Гштаад, Швейцарія ATP World Series Ґрунт – $375,000 – 32S/16D                                                                        | Серхі Бругера 6–3, 6–4                                                         | Карел Новачек                                                    | Марк-Кевін Гелльнер Томас Мустер    | Алекс Корретха Жерар Сальвз Маркус Неві Джейсон Столтенберг |
| 5 липня  | Гштаад, Швейцарія ATP World Series Ґрунт – $375,000 – 32S/16D                                                                        | Седрік Пйолін Марк Россе 6–3, 3–6, 7–6                                         | Гендрік Ян Давідс Піт Норвал                                     | Марк-Кевін Гелльнер Томас Мустер    | Алекс Корретха Жерар Сальвз Маркус Неві Джейсон Столтенберг |
| 5 липня  | Miller Lite Hall of Fame Championships Ньюпорт, RI, USA ATP World Series Трава – $175,000 – 32S/16D                                  | Грег Руседскі 7–5, 6–7(7–9), 7–6(7–5)                                          | Хав'єр Франа                                                     | Алекс Антоніч Луїс Еррера           | Мацуока Сюдзо Грант Стеффорд Браян Макфі Арне Томс          |
| 5 липня  | Miller Lite Hall of Fame Championships Ньюпорт, RI, USA ATP World Series Трава – $175,000 – 32S/16D                                  | Хав'єр Франа Хрісто ван Ренсбург 4–6, 6–1, 7–6                                 | Байрон Блек Джим П'ю                                             | Алекс Антоніч Луїс Еррера           | Мацуока Сюдзо Грант Стеффорд Браян Макфі Арне Томс          |
| 5 липня  | Swedish Open Бостад, Швеція ATP World Series Ґрунт – $235,000 – 32S/16D Одиночний розряд – Парний розряд                             | Горст Скофф 7–5, 1–6, 6–0                                                      | Роналд Ейдженор                                                  | Крістіан Берґстрем Магнус Ларссон   | Ніклас Культі Маркос Горріс Річард Фромберг Томас Карбонелл |
| 5 липня  | Swedish Open Бостад, Швеція ATP World Series Ґрунт – $235,000 – 32S/16D Одиночний розряд – Парний розряд                             | Генрік Гольм Андерс Яррід 6–1, 3–6, 6–3                                        | Браян Девенінг Томас Нюдаль                                      | Крістіан Берґстрем Магнус Ларссон   | Ніклас Культі Маркос Горріс Річард Фромберг Томас Карбонелл |
| 12 липня | Davis Cup by NEC: Quarterfinals Флоренція, Італія - Ґрунт Канни, Франція - Ґрунт Гаага, Нідерланди - Ґрунт Галле, Німеччина - Трава  | Переможці чвертьфіналів Австралія 3-2 · Індія 3-2 · Швеція 4-1 · Німеччина 4-1 | Переможені у чвертьфіналах Італія · Франція · Нідерланди · Чехія |                                     |                                                             |
| 19 липня | Mercedes Cup Штутгарт, Німеччина ATP Турнір Series Ґрунт – $915,000 – 48S/28D Одиночний розряд – Парний розряд                       | Магнус Густафссон 6–3, 6–4, 3–6, 4–6, 6–4                                      | Міхаель Штіх                                                     | Марк-Кевін Гелльнер Андрій Медведєв | Маркос Ондруска Карел Новачек Хав'єр Санчес Андрій Чесноков |
| 19 липня | Mercedes Cup Штутгарт, Німеччина ATP Турнір Series Ґрунт – $915,000 – 48S/28D Одиночний розряд – Парний розряд                       | Том Нейссен Цирил Сук 3–6, 6–2, 6–3                                            | Гері Мюллер Піт Норвал                                           | Марк-Кевін Гелльнер Андрій Медведєв | Маркос Ондруска Карел Новачек Хав'єр Санчес Андрій Чесноков |
| 19 липня | Newsweek Tennis Classic Washington, D.C., USA ATP Турнір Series Тверде – $500,000 – 56S/28D Одиночний розряд – Парний розряд         | Амос Мансдорф 7–6(7–3), 7–5                                                    | Тодд Мартін                                                      | Аарон Крікстейн Річі Ренеберг       | Мацуока Сюдзо Джанлука Поцці Малівай Вашингтон Петр Корда   |
| 19 липня | Newsweek Tennis Classic Washington, D.C., USA ATP Турнір Series Тверде – $500,000 – 56S/28D Одиночний розряд – Парний розряд         | Байрон Блек Рік Ліч 6–4, 7–6                                                   | Грант Коннелл Патрік Гелбрайт                                    | Аарон Крікстейн Річі Ренеберг       | Мацуока Сюдзо Джанлука Поцці Малівай Вашингтон Петр Корда   |
| 26 липня | Canadian Open Монреаль, Quebec, Канада ATP Турнір Series, Single Week Тверде – $1,400,000 – 56S/28D Одиночний розряд – Парний розряд | Мікаель Пернфорс 2–6, 6–2, 7–5                                                 | Тодд Мартін                                                      | Річі Ренеберг Петр Корда            | Бретт Стівен Андре Агассі Іван Лендл Олександр Волков       |
| 26 липня | Canadian Open Монреаль, Quebec, Канада ATP Турнір Series, Single Week Тверде – $1,400,000 – 56S/28D Одиночний розряд – Парний розряд | Джим Кур'є Марк Ноулз 6–1, 1–6, 7–6                                            | Гленн Мічібата Девід Пейт                                        | Річі Ренеберг Петр Корда            | Бретт Стівен Андре Агассі Іван Лендл Олександр Волков       |
| 26 липня | Dutch Open Гілверсюм, Нідерланди ATP World Series Ґрунт – $235,000 – 32S/16D Одиночний розряд – Парний розряд                        | Карлос Коста 6–1, 6–2, 6–3                                                     | Магнус Густафссон                                                | Річард Фромберг Хав'єр Санчес       | Паул Гаргейс Франсіско Клавет Томас Мустер Андрій Черкасов  |
| 26 липня | Dutch Open Гілверсюм, Нідерланди ATP World Series Ґрунт – $235,000 – 32S/16D Одиночний розряд – Парний розряд                        | Якко Елтінг Паул Гаргейс 4–6, 6–2, 7–5                                         | Гендрік Ян Давідс Лібор Пімек                                    | Річард Фромберг Хав'єр Санчес       | Паул Гаргейс Франсіско Клавет Томас Мустер Андрій Черкасов  |

### Серпень
| Тиждень             | Турнір | Чемпіони                                         | Фіналісти                        | Півфіналісти                      | Чвертьфіналісти                                                               |
| ------------------- | --- | ------------------------------------------------ | -------------------------------- | --------------------------------- | ----------------------------------------------------------------------------- |
| 2 серпня            | Philips Head Cup Кіцбюель, Австрія ATP World Series Ґрунт – $375,000 – 48S/24D                                                                 | Томас Мустер 6–3, 7–5, 6–4                       | Хав'єр Санчес                    | Бернд Карбахер Андрій Медведєв    | Горан Іванишевич Андреа Гауденці Юнес Ель-Айнауї Ян Сімерінк                  |
| 2 серпня            | Philips Head Cup Кіцбюель, Австрія ATP World Series Ґрунт – $375,000 – 48S/24D                                                                 | Хуан Гарат Роберто Саад 7–6, 2–6, 6–3            | Маріус Барнард Том Мерсер        | Бернд Карбахер Андрій Медведєв    | Горан Іванишевич Андреа Гауденці Юнес Ель-Айнауї Ян Сімерінк                  |
| 2 серпня            | Skoda Czech Open Прага, Чехія ATP World Series Ґрунт – $340,000 – 32S/16D Одиночний розряд – Парний розряд                                     | Серхі Бругера 7–5, 6–4                           | Андрій Чесноков                  | Андрій Черкасов Магнус Густафссон | Хорді Арресе Карлос Коста Паул Гаргейс Ніклас Культі                          |
| 2 серпня            | Skoda Czech Open Прага, Чехія ATP World Series Ґрунт – $340,000 – 32S/16D Одиночний розряд – Парний розряд                                     | Гендрік Ян Давідс Лібор Пімек 6–3, 7–6           | Хорхе Лосано Жайме Онсінс        | Андрій Черкасов Магнус Густафссон | Хорді Арресе Карлос Коста Паул Гаргейс Ніклас Культі                          |
| 2 серпня            | Volvo Tennis/Los Angeles Los Angeles, CA, US ATP World Series Тверде – $275,000 – 32S/16D Одиночний розряд – Парний розряд                     | Ріхард Крайчек 0–6, 7–6(7–3), 7–6(7–5)           | Майкл Чанг                       | Піт Сампрас Чак Адамс             | Патрік Макінрой Олександр Волков Аарон Крікстейн Міхаель Штіх                 |
| 2 серпня            | Volvo Tennis/Los Angeles Los Angeles, CA, US ATP World Series Тверде – $275,000 – 32S/16D Одиночний розряд – Парний розряд                     | Вейн Феррейра Міхаель Штіх 7–6(7–4), 7–6(7–5)    | Грант Коннелл Скотт Девіс        | Піт Сампрас Чак Адамс             | Патрік Макінрой Олександр Волков Аарон Крікстейн Міхаель Штіх                 |
| 9 серпня            | Thriftway ATP Championships Мейсон, OH, US ATP Турнір Series, Single Week Тверде – $1,400,000 – 56S/28D Одиночний розряд – Парний розряд       | Майкл Чанг 7–5, 0–6, 6–4                         | Стефан Едберг                    | Піт Сампрас Андре Агассі          | Стів Браян Бред Гілберт Міхаель Штіх Джейсон Столтенберг                      |
| 9 серпня            | Thriftway ATP Championships Мейсон, OH, US ATP Турнір Series, Single Week Тверде – $1,400,000 – 56S/28D Одиночний розряд – Парний розряд       | Андре Агассі Петр Корда 6–4, 7–6                 | Стефан Едберг Генрік Гольм       | Піт Сампрас Андре Агассі          | Стів Браян Бред Гілберт Міхаель Штіх Джейсон Столтенберг                      |
| 9 серпня            | Campionati Internazionali di San Marino Сан-Марино, Сан-Марино ATP World Series Ґрунт – $275,000 – 32S/16D                                     | Томас Мустер 7–5, 7–5                            | Ренцо Фурлан                     | Давід Рікл Андреа Гауденці        | Ктіслав Доседель Хосе Франсіско Альтур Гільєрмо Перес Рольдан Юнес Ель-Айнауї |
| 9 серпня            | Campionati Internazionali di San Marino Сан-Марино, Сан-Марино ATP World Series Ґрунт – $275,000 – 32S/16D                                     | Даніель Оршанік Оллі Ранасто 6–4, 1–6, 6–3       | Хуан Гарат Роберто Саад          | Давід Рікл Андреа Гауденці        | Ктіслав Доседель Хосе Франсіско Альтур Гільєрмо Перес Рольдан Юнес Ель-Айнауї |
| 16 серпня           | RCA Championships Indianapolis, IN, US ATP Турнір Series Тверде – $915,000 – 56S/28D Одиночний розряд – Парний розряд                          | Джим Кур'є 7–5, 6–3                              | Борис Бекер                      | Патрік Рафтер Луїс Маттар         | Піт Сампрас Річі Ренеберг Джиммі Аріес Седрік Пйолін                          |
| 16 серпня           | RCA Championships Indianapolis, IN, US ATP Турнір Series Тверде – $915,000 – 56S/28D Одиночний розряд – Парний розряд                          | Скотт Девіс Тодд Мартін 3–6, 6–3, 6–2            | Кен Флек Рік Ліч                 | Патрік Рафтер Луїс Маттар         | Піт Сампрас Річі Ренеберг Джиммі Аріес Седрік Пйолін                          |
| 16 серпня           | Volvo International Нью-Гейвен (Коннектикут), CT, US ATP Турнір Series Тверде – $915,000 – 56S/28D Одиночний розряд – Парний розряд            | Андрій Медведєв 7–5, 6–4                         | Петр Корда                       | Байрон Блек Андре Агассі          | Марк Вудфорд Стефано Пескосолідо Юнас Свенссон Іван Лендл                     |
| 16 серпня           | Volvo International Нью-Гейвен (Коннектикут), CT, US ATP Турнір Series Тверде – $915,000 – 56S/28D Одиночний розряд – Парний розряд            | Цирил Сук Даніель Вацек 7–5, 6–4                 | Стів Девріє Девід Макферсон      | Байрон Блек Андре Агассі          | Марк Вудфорд Стефано Пескосолідо Юнас Свенссон Іван Лендл                     |
| 23 серпня           | Croatia Open Умаг, Хорватія ATP World Series Ґрунт – $275,000 – 32S/28D Одиночний розряд – Парний розряд                                       | Томас Мустер 7–5, 3–6, 6–3                       | Альберто Берасатегі              | Ренцо Фурлан Магнус Густафссон    | Хуан Хісберт Шульце Гільєрмо Перес Рольдан Горст Скофф Габріель Маркус        |
| 23 серпня           | Croatia Open Умаг, Хорватія ATP World Series Ґрунт – $275,000 – 32S/28D Одиночний розряд – Парний розряд                                       | Філіп Девулф Том Ванхудт 6–4, 7–5                | Хорді Арресе Франсіско Ройг      | Ренцо Фурлан Магнус Густафссон    | Хуан Хісберт Шульце Гільєрмо Перес Рольдан Горст Скофф Габріель Маркус        |
| 23 серпня           | Waldbaum's Hamlet Cup Лонг-Айленд, NY, US ATP World Series Тверде – $275,000 – 32S/16D Одиночний розряд – Парний розряд                        | Марк Россе 6–4, 3–6, 6–1                         | Майкл Чанг                       | Стефан Едберг Горан Іванишевич    | Олександр Волков Серхі Бругера Седрік Пйолін Луїс Маттар                      |
| 23 серпня           | Waldbaum's Hamlet Cup Лонг-Айленд, NY, US ATP World Series Тверде – $275,000 – 32S/16D Одиночний розряд – Парний розряд                        | Марк-Кевін Гелльнер Давід Пріносіл 6–7, 7–5, 6–2 | Арно Боеч Олів'є Делетр          | Стефан Едберг Горан Іванишевич    | Олександр Волков Серхі Бругера Седрік Пйолін Луїс Маттар                      |
| 23 серпня           | OTB International Open Скенектаді, NY, US ATP World Series Тверде – $175,000 – 32S/16D Одиночний розряд – Парний розряд                        | Томас Енквіст 4–6, 6–3, 7–6(7–0)                 | Бретт Стівен                     | Карлос Коста Карел Новачек        | Іван Лендл Річард Фромберг Хав'єр Санчес Мікаель Пернфорс                     |
| 23 серпня           | OTB International Open Скенектаді, NY, US ATP World Series Тверде – $175,000 – 32S/16D Одиночний розряд – Парний розряд                        | Бернд Карбахер Андрій Ольховський 2–6, 7–6, 6–1  | Байрон Блек Бретт Стівен         | Карлос Коста Карел Новачек        | Іван Лендл Річард Фромберг Хав'єр Санчес Мікаель Пернфорс                     |
| 30 серпня 6 вересня | Відкритий чемпіонат США з тенісу Нью-Йорк, USA Grand Slam Тверде – $4,000,000 – 128S/64D/32XD Одиночний розряд – Парний розряд – Mixed doubles | Піт Сампрас 6–4, 6–4, 6–3                        | Седрік Пйолін                    | Веллі Месур Олександр Волков      | Андрій Медведєв Магнус Ларссон Томас Мустер Майкл Чанг                        |
| 30 серпня 6 вересня | Відкритий чемпіонат США з тенісу Нью-Йорк, USA Grand Slam Тверде – $4,000,000 – 128S/64D/32XD Одиночний розряд – Парний розряд – Mixed doubles | Кен Флек Рік Ліч 7–6, 6–4, 6–2                   | Мартін Дамм Карел Новачек        | Веллі Месур Олександр Волков      | Андрій Медведєв Магнус Ларссон Томас Мустер Майкл Чанг                        |
| 30 серпня 6 вересня | Відкритий чемпіонат США з тенісу Нью-Йорк, USA Grand Slam Тверде – $4,000,000 – 128S/64D/32XD Одиночний розряд – Парний розряд – Mixed doubles | Гелена Сукова Тодд Вудбрідж 6–3, 7–6(8–6)        | Мартіна Навратілова Марк Вудфорд | Веллі Месур Олександр Волков      | Андрій Медведєв Магнус Ларссон Томас Мустер Майкл Чанг                        |

### Вересень
| Тиждень    | Турнір | Чемпіони                                           | Фіналісти                              | Півфіналісти                           | Чвертьфіналісти                                               |
| ---------- | --- | -------------------------------------------------- | -------------------------------------- | -------------------------------------- | ------------------------------------------------------------- |
| 13 вересня | Бухарест, Румунія ATP World Series Ґрунт – $500,000 – 32S/16D                                                                     | Горан Іванишевич 6–2, 7–6(7–5)                     | Андрій Черкасов                        | Гільєрмо Перес Рольдан Андреа Гауденці | Діну Пескаріу Магнус Густафссон Франсіско Клавет Томас Нюдаль |
| 13 вересня | Бухарест, Румунія ATP World Series Ґрунт – $500,000 – 32S/16D                                                                     | Менно Остінг Лібор Пімек 7–6, 7–6                  | Георге Косак Чипр'ян Петре Порумб      | Гільєрмо Перес Рольдан Андреа Гауденці | Діну Пескаріу Магнус Густафссон Франсіско Клавет Томас Нюдаль |
| 13 вересня | Grand Prix Passing Shot Бордо, Франція ATP World Series Тверде – $330,000 – 32S/16D Одиночний розряд – Парний розряд              | Серхі Бругера 7–5, 6–2                             | Дієго Наргісо                          | Арно Боеч Марк Россе                   | Томас Енквіст Хав'єр Франа Хав'єр Санчес Лібор Немечек        |
| 13 вересня | Grand Prix Passing Shot Бордо, Франція ATP World Series Тверде – $330,000 – 32S/16D Одиночний розряд – Парний розряд              | Пабло Альбано Хав'єр Франа 7–6, 4–6, 6–3           | Девід Адамс Андрій Ольховський         | Арно Боеч Марк Россе                   | Томас Енквіст Хав'єр Франа Хав'єр Санчес Лібор Немечек        |
| 20 вересня | Davis Cup by NEC: Semifinals Чандігарх, Індія - Трава Бурленге, Швеція - Ґрунт (i)                                                | Переможці півфіналів Австралія 5-0 · Німеччина 5-0 | Переможені у півфіналах Індія · Швеція |                                        |                                                               |
| 27 вересня | Campionati Internazionali di Sicilia Палермо, Італія ATP World Series Ґрунт – $290,000 – 32S/16D Одиночний розряд – Парний розряд | Томас Мустер 7–6(7–2), 7–5                         | Серхі Бругера                          | Федеріко Санчес Андреа Гауденці        | Фредерік Фонтан Карлос Коста Алекс Корретха Луїс Маттар       |
| 27 вересня | Campionati Internazionali di Sicilia Палермо, Італія ATP World Series Ґрунт – $290,000 – 32S/16D Одиночний розряд – Парний розряд | Серхіо Касаль Еміліо Санчес Вікаріо 6–3, 6–3       | Хуан Гарат Хорхе Лосано                | Федеріко Санчес Андреа Гауденці        | Фредерік Фонтан Карлос Коста Алекс Корретха Луїс Маттар       |
| 27 вересня | Куала-Лумпур, Малайзія ATP World Series Тверде – $275,000 – 32S/16D                                                               | Майкл Чанг 6–0 6–4                                 | Юнас Свенссон                          | Ніл Борвік Грант Стеффорд              | Якко Елтінг Джеремі Бейтс Алекс Антоніч Йонас Бйоркман        |
| 27 вересня | Куала-Лумпур, Малайзія ATP World Series Тверде – $275,000 – 32S/16D                                                               | Якко Елтінг Паул Гаргейс 7–5, 4–6, 7–6             | Йонас Бйоркман Ларс-Андерс Вальгрен    | Ніл Борвік Грант Стеффорд              | Якко Елтінг Джеремі Бейтс Алекс Антоніч Йонас Бйоркман        |
| 27 вересня | Swiss Indoors Базель, Швейцарія ATP World Series Тверде (i) – $775,000 – 32S/16D Одиночний розряд – Парний розряд                 | Міхаель Штіх 6–4, 6–7(5–7), 6–3, 6–2               | Стефан Едберг                          | Марк Россе Мартін Дамм                 | Амос Мансдорф Давід Пріносіл Арно Боеч Магнус Ларссон         |
| 27 вересня | Swiss Indoors Базель, Швейцарія ATP World Series Тверде (i) – $775,000 – 32S/16D Одиночний розряд – Парний розряд                 | Байрон Блек Джонатан Старк 3–6, 7–5, 6–3           | Бред Пірс Дейв Ренделл                 | Марк Россе Мартін Дамм                 | Амос Мансдорф Давід Пріносіл Арно Боеч Магнус Ларссон         |

### Жовтень
| Тиждень   | Турнір | Чемпіони                                      | Фіналісти                          | Півфіналісти                       | Чвертьфіналісти                                                  |
| --------- | --- | --------------------------------------------- | ---------------------------------- | ---------------------------------- | ---------------------------------------------------------------- |
| 4 жовтня  | Australian Indoor Championships Сідней, Австралія ATP Турнір Series Тверде (i) – $875,000 – 32S/16D Одиночний розряд – Парний розряд | Хайме Їсага 6–2, 4–6, 7–6(7–4) 7–6(9–7)       | Петр Корда                         | Горан Іванишевич Вейн Феррейра     | Джим Кур'є Мікаель Пернфорс Марк Вудфорд Джонатан Кантер         |
| 4 жовтня  | Australian Indoor Championships Сідней, Австралія ATP Турнір Series Тверде (i) – $875,000 – 32S/16D Одиночний розряд – Парний розряд | Патрік Макінрой Річі Ренеберг 6–3, 7–5        | Александр Мронц Ларс Реманн        | Горан Іванишевич Вейн Феррейра     | Джим Кур'є Мікаель Пернфорс Марк Вудфорд Джонатан Кантер         |
| 4 жовтня  | Athens International Афіни, Греція ATP World Series Ґрунт – $175,000 – 32S/16D Одиночний розряд – Парний розряд                      | Хорді Арресе 6–4, 3–6, 6–3                    | Альберто Берасатегі                | Хав'єр Санчес Орасіо де ла Пенья   | Андреа Гауденці Ренцо Фурлан Стефано Пескосолідо Гільберт Шаллер |
| 4 жовтня  | Athens International Афіни, Греція ATP World Series Ґрунт – $175,000 – 32S/16D Одиночний розряд – Парний розряд                      | Орасіо де ла Пенья Хорхе Лосано 3–6, 6–1, 6–2 | Ройсе Деппе Джон Салліван          | Хав'єр Санчес Орасіо де ла Пенья   | Андреа Гауденці Ренцо Фурлан Стефано Пескосолідо Гільберт Шаллер |
| 4 жовтня  | Grand Prix de Tennis de Toulouse Тулуза, Франція ATP World Series Тверде (i) – $375,000 – 32S/16D Одиночний розряд – Парний розряд   | Арно Боеч 7–6(7–5), 3–6, 6–3                  | Седрік Пйолін                      | Крістіан Берґстрем Андрій Чесноков | Юнес Ель-Айнауї Магнус Густафссон Марк Россе Родольф Жільбер     |
| 4 жовтня  | Grand Prix de Tennis de Toulouse Тулуза, Франція ATP World Series Тверде (i) – $375,000 – 32S/16D Одиночний розряд – Парний розряд   | Байрон Блек Джонатан Старк 7–5, 7–6           | Давід Пріносіл Удо Ріглевскі       | Крістіан Берґстрем Андрій Чесноков | Юнес Ель-Айнауї Магнус Густафссон Марк Россе Родольф Жільбер     |
| 11 жовтня | Tokyo Indoor Tokyo, Японія ATP Турнір Series Килим (i) – $875,000 – 48S/24D Одиночний розряд – Парний розряд                         | Іван Лендл 6–4, 6–4                           | Тодд Мартін                        | Грег Руседскі Паул Гаргейс         | Стефан Едберг Майкл Чанг Андрій Медведєв Борис Бекер             |
| 11 жовтня | Tokyo Indoor Tokyo, Японія ATP Турнір Series Килим (i) – $875,000 – 48S/24D Одиночний розряд – Парний розряд                         | Грант Коннелл Патрік Гелбрайт 7–5, 6–3        | Люк Єнсен Мерфі Єнсен              | Грег Руседскі Паул Гаргейс         | Стефан Едберг Майкл Чанг Андрій Медведєв Борис Бекер             |
| 11 жовтня | Больцано, Італія ATP World Series Килим (i) – $290,000 – 32S/16D                                                                     | Джонатан Старк 6–3, 6–2                       | Седрік Пйолін                      | Олів'є Делетр Андрій Ольховський   | Давід Пріносіл Томас Ґолльвіцер Томас Юганссон Том Нейссен       |
| 11 жовтня | Больцано, Італія ATP World Series Килим (i) – $290,000 – 32S/16D                                                                     | Гендрік Ян Давідс Піт Норвал 6–3, 6–2         | Девід Адамс Андрій Ольховський     | Олів'є Делетр Андрій Ольховський   | Давід Пріносіл Томас Ґолльвіцер Томас Юганссон Том Нейссен       |
| 11 жовтня | Tel Aviv Open Тель-Авів, Ізраїль ATP World Series Тверде – $175,000 – 32S/16D Одиночний розряд – Парний розряд                       | Стефано Пескосолідо 7–6(7–5), 7–5             | Амос Мансдорф                      | Томас Мустер Андрій Черкасов       | Гілад Блюм Хав'єр Санчес Андреа Гауденці Грант Стеффорд          |
| 11 жовтня | Tel Aviv Open Тель-Авів, Ізраїль ATP World Series Тверде – $175,000 – 32S/16D Одиночний розряд – Парний розряд                       | Серхіо Касаль Еміліо Санчес Вікаріо 6–4, 6–4  | Майк Бауер Давід Рікл              | Томас Мустер Андрій Черкасов       | Гілад Блюм Хав'єр Санчес Андреа Гауденці Грант Стеффорд          |
| 18 жовтня | CA-TennisTrophy Відень, Австрія ATP World Series Килим (i) – $275,000 – 32S/16D Одиночний розряд – Парний розряд                     | Горан Іванишевич 4–6, 6–4, 6–4, 7–6(7–3)      | Томас Мустер                       | Томас Енквіст Петр Корда           | Ян Сімерінк Річі Ренеберг Марк Россе Байрон Блек                 |
| 18 жовтня | CA-TennisTrophy Відень, Австрія ATP World Series Килим (i) – $275,000 – 32S/16D Одиночний розряд – Парний розряд                     | Байрон Блек Джонатан Старк 6–3, 7–6           | Майк Бауер Давід Пріносіл          | Томас Енквіст Петр Корда           | Ян Сімерінк Річі Ренеберг Марк Россе Байрон Блек                 |
| 18 жовтня | Grand Prix de Tennis de Lyon Ліон, Франція ATP World Series Килим (i) – $575,000 – 32S/16D Одиночний розряд – Парний розряд          | Піт Сампрас 7–6(7–5), 1–6, 7–5                | Седрік Пйолін                      | Якоб Гласек Річард Фромберг        | Стефан Сіміан Арно Боеч Мартін Дамм Ліонель Бартез               |
| 18 жовтня | Grand Prix de Tennis de Lyon Ліон, Франція ATP World Series Килим (i) – $575,000 – 32S/16D Одиночний розряд – Парний розряд          | Гері Мюллер Дані Віссер 6–3, 7–6              | Джон-Лаффньє де Ягер Стефан Крюґер | Якоб Гласек Річард Фромберг        | Стефан Сіміан Арно Боеч Мартін Дамм Ліонель Бартез               |
| 18 жовтня | Salem Open-Beijing Пекін, КНР ATP World Series Килим (i) – $275,000 – 32S/16D Одиночний розряд – Парний розряд                       | Майкл Чанг 7–6(7–5), 6–7(6–8), 6–4            | Грег Руседскі                      | Томмі Го Бред Гілберт              | Крістіан Берґстрем Чак Адамс Юнас Свенссон Магнус Густафссон     |
| 18 жовтня | Salem Open-Beijing Пекін, КНР ATP World Series Килим (i) – $275,000 – 32S/16D Одиночний розряд – Парний розряд                       | Пол Еннекон Даг Флек 7–6, 6–3                 | Якко Елтінг Паул Гаргейс           | Томмі Го Бред Гілберт              | Крістіан Берґстрем Чак Адамс Юнас Свенссон Магнус Густафссон     |
| 25 жовтня | Stockholm Open Стокгольм, Швеція ATP Турнір Series, Single Week Килим (i) – $1,400,000 – 48S/24D Одиночний розряд – Парний розряд    | Міхаель Штіх 4–6, 7–6(8–6) 7–6(7–3), 6–2      | Горан Іванишевич                   | Малівай Вашингтон Марк Россе       | Арно Боеч Юнас Свенссон Стефан Едберг Петр Корда                 |
| 25 жовтня | Stockholm Open Стокгольм, Швеція ATP Турнір Series, Single Week Килим (i) – $1,400,000 – 48S/24D Одиночний розряд – Парний розряд    | Тодд Вудбрідж Марк Вудфорд 7–6, 5–7, 7–6      | Гері Мюллер Дані Віссер            | Малівай Вашингтон Марк Россе       | Арно Боеч Юнас Свенссон Стефан Едберг Петр Корда                 |
| 25 жовтня | Hellmann's Cup Сантьяго, Чилі ATP World Series Ґрунт – $200,000 – 32S/16D Одиночний розряд – Парний розряд                           | Хав'єр Франа 7–5, 3–6, 6–3                    | Еміліо Санчес Вікаріо              | Хайме Їсага Марсело Філіппіні      | Ренцо Фурлан Альберт Коста Орасіо де ла Пенья Хорді Бурільйо     |
| 25 жовтня | Hellmann's Cup Сантьяго, Чилі ATP World Series Ґрунт – $200,000 – 32S/16D Одиночний розряд – Парний розряд                           | Майк Бауер Давід Рікл 7–6, 6–4                | Крістер Аллгард Браян Девенінг     | Хайме Їсага Марсело Філіппіні      | Ренцо Фурлан Альберт Коста Орасіо де ла Пенья Хорді Бурільйо     |

### Листопад
| Тиждень      | Турнір | Чемпіони                                          | Фіналісти                           | Півфіналісти                                                     | Чвертьфіналісти                                                       |
| ------------ | --- | ------------------------------------------------- | ----------------------------------- | ---------------------------------------------------------------- | --------------------------------------------------------------------- |
| 1 листопада  | Paris Masters Paris, Франція ATP Турнір Series, Single Week Килим (i) – $1,915,000 – 48S/24D Одиночний розряд – Парний розряд                     | Горан Іванишевич 6–4, 6–2, 7–6(7–2)               | Андрій Медведєв                     | Стефан Едберг Арно Боеч                                          | Піт Сампрас Міхаель Штіх Борис Бекер Марк Вудфорд                     |
| 1 листопада  | Paris Masters Paris, Франція ATP Турнір Series, Single Week Килим (i) – $1,915,000 – 48S/24D Одиночний розряд – Парний розряд                     | Байрон Блек Джонатан Старк 7–6, 6–4               | Том Нейссен Цирил Сук               | Стефан Едберг Арно Боеч                                          | Піт Сампрас Міхаель Штіх Борис Бекер Марк Вудфорд                     |
| 1 листопада  | Sul America Open Сан-Паулу, Бразилія ATP World Series Ґрунт – $175,000 – 32S/16D                                                                  | Альберто Берасатегі 6–4, 6–3                      | Ктіслав Доседель                    | Алекс Корретха Хорді Арресе                                      | Франсіско Клавет Юнес Ель-Айнауї Гільберт Шаллер Фернандо Мелігені    |
| 1 листопада  | Sul America Open Сан-Паулу, Бразилія ATP World Series Ґрунт – $175,000 – 32S/16D                                                                  | Серхіо Касаль Еміліо Санчес Вікаріо 4–6, 7–6, 6–4 | Пабло Альбано Хав'єр Франа          | Алекс Корретха Хорді Арресе                                      | Франсіско Клавет Юнес Ель-Айнауї Гільберт Шаллер Фернандо Мелігені    |
| 8 листопада  | Topper South American Open Буенос-Айрес, Аргентина ATP World Series Ґрунт – $275,000 – 32S/16D Одиночний розряд – Парний розряд                   | Карлос Коста 3–6, 6–1, 6–4                        | Альберто Берасатегі                 | Хорді Арресе Хав'єр Франа                                        | Юнес Ель-Айнауї Гільберт Шаллер Еміліо Санчес Вікаріо Даніель Оршанік |
| 8 листопада  | Topper South American Open Буенос-Айрес, Аргентина ATP World Series Ґрунт – $275,000 – 32S/16D Одиночний розряд – Парний розряд                   | Томас Карбонелл Карлос Коста 6–4, 6–4             | Серхіо Касаль Еміліо Санчес Вікаріо | Хорді Арресе Хав'єр Франа                                        | Юнес Ель-Айнауї Гільберт Шаллер Еміліо Санчес Вікаріо Даніель Оршанік |
| 8 листопада  | Kremlin Cup Moscow, Росія ATP World Series Килим (i) – $325,000 – 32S/16D Одиночний розряд – Парний розряд                                        | Марк Россе 6–4, 6–3                               | Патрік Кюнен                        | Дмитро Поляков Карстен Браш                                      | Паул Гаргейс Мартін Дамм Андрій Ольховський Андрій Мерінов            |
| 8 листопада  | Kremlin Cup Moscow, Росія ATP World Series Килим (i) – $325,000 – 32S/16D Одиночний розряд – Парний розряд                                        | Якко Елтінг Паул Гаргейс 6–1 ret                  | Ян Апелль Йонас Бйоркман            | Дмитро Поляков Карстен Браш                                      | Паул Гаргейс Мартін Дамм Андрій Ольховський Андрій Мерінов            |
| 8 листопада  | European Community Championships Антверпен, Бельгія ATP World Series Килим (i) – $1,085,000 – 32S/16D Одиночний розряд – Парний розряд            | Піт Сампрас 6–1, 6–4                              | Магнус Густафссон                   | Седрік Пйолін Борис Бекер                                        | Ніклас Культі Горан Іванишевич Магнус Ларссон Міхаель Штіх            |
| 8 листопада  | European Community Championships Антверпен, Бельгія ATP World Series Килим (i) – $1,085,000 – 32S/16D Одиночний розряд – Парний розряд            | Грант Коннелл Патрік Гелбрайт 6–3, 7–6            | Вейн Феррейра Хав'єр Санчес         | Седрік Пйолін Борис Бекер                                        | Ніклас Культі Горан Іванишевич Магнус Ларссон Міхаель Штіх            |
| 15 листопада | ATP Tour World Championships Singles Франкфурт-на-Майні, Німеччина ATP Tour World Championships Килим (i) – $2,750,000 – 8S (RR) Одиночний розряд | Міхаель Штіх 7–6(7–3), 2–6, 7–6(9–7), 6–2         | Піт Сампрас                         | Андрій Медведєв Горан Іванишевич                                 | Серхі Бругера Стефан Едберг Майкл Чанг Джим Кур'є                     |
| 22 листопада | ATP Tour World Championships Doubles Йоганнесбург, ПАР ATP Tour World Championships Тверде (i) – $1,200,000 – 8D (RR) Парний розряд               | Якко Елтінг Паул Гаргейс 7–6(7–4), 7–6(7–5), 6–4  | Тодд Вудбрідж Марк Вудфорд          | Грант Коннелл / Патрік Гелбрайт Девід Адамс / Андрій Ольховський | Грант Коннелл / Патрік Гелбрайт Девід Адамс / Андрій Ольховський      |
| 29 листопада | Davis Cup by NEC: Final Дюссельдорф, Німеччина - Ґрунт (i)                                                                                        | Німеччина · 4-1                                   | Австралія                           |                                                                  |                                                                       |

### Грудень
| Тиждень  | Турнір                                                                             | Чемпіони                                 | Фіналісти    | Півфіналісти              | Чвертьфіналісти                                     |
| -------- | ---------------------------------------------------------------------------------- | ---------------------------------------- | ------------ | ------------------------- | --------------------------------------------------- |
| 6 грудня | Кубок Великого шлему Мюнхен, Німеччина Grand Slam Cup Килим (i) – $6,000,000 – 16S | Петр Корда 2–6, 6–4, 7–6(7–5), 2–6, 11–9 | Міхаель Штіх | Піт Сампрас Стефан Едберг | Майкл Чанг Серхі Бругера Бретт Стівен Вейн Феррейра |

## Рейтинг ATP
| 11 січня 1993 | 11 січня 1993     | 11 січня 1993              |
| #             | Тенісист          | Країна                     |
| ------------- | ----------------- | -------------------------- |
| 1             | Джим Кур'є        | США                        |
| 2             | Стефан Едберг     | Швеція                     |
| 3             | Піт Сампрас       | США                        |
| 4             | Борис Бекер       | Німеччина                  |
| 5             | Горан Іванишевич  | Хорватія                   |
| 6             | Майкл Чанг        | США                        |
| 7             | Петр Корда        | Чехія                      |
| 8             | Іван Лендл        | США                        |
| 9             | Андре Агассі      | США                        |
| 10            | Ріхард Крайчек    | Нідерланди                 |
| 11            | Вейн Феррейра     | Південно-Африканський Союз |
| 12            | Гі Форже          | Франція                    |
| 13            | Карлос Коста      | Іспанія                    |
| 14            | Малівай Вашингтон | США                        |
| 15            | Міхаель Штіх      | Німеччина                  |
| 16            | Серхі Бругера     | Іспанія                    |
| 17            | Олександр Волков  | Росія                      |
| 18            | Томас Мустер      | Австрія                    |
| 19            | Генрік Гольм      | Швеція                     |
| 20            | Джон Макінрой     | США                        |

| 27 грудня 1993 | 27 грудня 1993    | 27 грудня 1993 | 27 грудня 1993 | 27 грудня 1993 | 27 грудня 1993 | 27 грудня 1993 |
| #              | Тенісист          | Країна         | Пункти         | Від            | До             | Зміна          |
| -------------- | ----------------- | -------------- | -------------- | -------------- | -------------- | -------------- |
| 1              | Піт Сампрас       | США            | 4128           | 1              | 3              | ▲ 2            |
| 2              | Міхаель Штіх      | Німеччина      | 3445           | 2              | 15             | ▲ 13           |
| 3              | Джим Кур'є        | США            | 3390           | 1              | 3              | ▼ 2            |
| 4              | Серхі Бругера     | Іспанія        | 2590           | 4              | 17             | ▲ 12           |
| 5              | Стефан Едберг     | Швеція         | 2571           | 2              | 6              | ▼ 3            |
| 6              | Андрій Медведєв   | Україна        | 2415           | 6              | 24             | ▲ 17           |
| 7              | Горан Іванишевич  | Хорватія       | 2186           | 5              | 12             | ▼ 2            |
| 8              | Майкл Чанг        | США            | 2154           | 5              | 11             | ▼ 2            |
| 9              | Томас Мустер      | Австрія        | 2033           | 9              | 18             | ▲ 9            |
| 10             | Седрік Пйолін     | Франція        | 2012           | 10             | 35             | ▲ 23           |
| 11             | Борис Бекер       | Німеччина      | 1958           | 3              | 11             | ▼ 7            |
| 12             | Петр Корда        | Чехія          | 1742           | 5              | 13             | ▼ 5            |
| 13             | Тодд Мартін       | США            | 1695           | 13             | 96             | ▲ 76           |
| 14             | Магнус Густафссон | Швеція         | 1586           | 14             | 63             | ▲ 34           |
| 15             | Ріхард Крайчек    | Нідерланди     | 1572           | 8              | 15             | ▼ 5            |
| 16             | Марк Россе        | Швейцарія      | 1485           | 15             | 44             | ▲ 22           |
| 17             | Карел Новачек     | Чехія          | 1412           | 13             | 23             | ▲ 5            |
| 18             | Олександр Волков  | Росія          | 1382           | 14             | 22             | ▼ 1            |
| 19             | Іван Лендл        | США            | 1362           | 6              | 19             | ▼ 9            |
| 20             | Арно Боеч         | Франція        | 1344           | 20             | 29             | ▲ 6            |

## Зовнішні посилання
- Офіційний сайт ATP
- Офіційний сайт ITF